# Ensemble, c'est tout
Ensemble, c'est tout (internationaal uitgebracht als Hunting and Gathering) is een Frans romantisch drama uit 2007. Claude Berri regisseerde de film, waarmee Laurent Stocker een César als meest veelbelovende acteur won. Ensemble, c'est tout is gebaseerd op het gelijknamig boek uit 2004 van Anna Gavalda.

## Verhaal
Philibert Marquet de la Tubelière (Stocker) is een keurig gemanierde, maar erg in zichzelf gekeerde jonge man, die woont in een groot appartement van zijn overleden grootmoeder. Hij woont daar samen met Franck (Guillaume Canet), een vrouwenverslinder die bijna al zijn tijd kwijt is aan zijn werk als talentvol kok en aan de zorg voor zijn oma Paulette (Françoise Bertin). Het is Philiberts droom om toneelspeler te worden, maar hij is introvert en stottert, dus hij verlangt alleen in stilte.
Wanneer Philibert op zijn verjaardag zijn sleutels vergeet, laat Camille Fauque (Audrey Tautou) hem binnen door de voordeur van het appartementencomplex, waarin zij ook woont. Ze is een schoonmaakster die slecht voor zichzelf zorgt, slecht eet en woont in een armoedig klein woninkje een paar verdiepingen hoger. Camille nodigt Philibert uit voor een picknick in haar woning. Hij gaat daar verheugd op in, waarna de twee goed bevriend raken. Wanneer Philibert op een dag bij haar binnen komt, ligt ze ziek op bed. Hij draagt Camille naar de woning van Franck en hem en laat een dokter komen. Het blijkt alleen een griepje, maar omdat er goed voor haar gezorgd moet worden, staat hij erop dat Camille zolang bij hen logeert. De norse Franck is daar allesbehalve blij mee, maar omdat Philibert hem in het verleden ook hielp, wil hij hem niet dwarsbomen.
Camille blijkt op den duur de sleutel tot Francks problemen met emoties, tot Philiberts moeite zijn dromen achterna te gaan, tot Paulettes angst om oud te worden in een bejaardentehuis en haar eigen weerstand om mensen te dichtbij te laten komen.

## Prijzen
- Cabourg Romantic Film Festival - beste acteur (Canet)
- César Awards - meest veelbelovende acteur (Stocker)
- NRJ Ciné Awards - Frans acteur van het jaar (Canet)

Ensemble, c'est tout werd genomineerd voor beste film op de European Film Awards. Stocker liep een tweede César mis in de categorie beste mannelijke bijrol, Berri greep naast de César voor best geschreven filmbewerking.